# Науру на Светском првенству у атлетици на отвореном 2013.
Науру је учествовао на Светском првенству у атлетици на отвореном 2013. одржаном у Москви од 10. до 18. августа, четрнаести пут, односно учествовао је на свим првенствиима до данас.. Репрезентацију Науруа представљала је једна атлетичарка која се такмичила у трци на 100 метара.
На овом првенству Науру није освојило ниједну медаљу, али је Лавлит Детенамо истрчала најбољи резултат у сезони.

## Резултати

### Жене
| Атлетичарка     | Дисциплина | Лични рекорд | Квалификације | Квалификације | Полуфинале            | Полуфинале            | Финале                | Финале        | Детаљи |
| Атлетичарка     | Дисциплина | Лични рекорд | Резултат      | Место         | Резултат              | Место                 | Резултат              | Место         | Детаљи |
| --------------- | ---------- | ------------ | ------------- | ------------- | --------------------- | --------------------- | --------------------- | ------------- | ------ |
| Лавлит Детенамо | 100 м      | 12,28 НР     | 12,35 ЛРС     | 7. у гр. 2    | Није се квалификовала | Није се квалификовала | Није се квалификовала | 37. / 45 (46) |        |